# نیل آیرتون
نیل آیرتون (انگلیسی: Neil Ayrton؛ زادهٔ ۱۱ فوریهٔ ۱۹۶۲) بازیکن فوتبال اهل بریتانیا است.
از باشگاه‌هایی که در آن بازی کرده‌است می‌توان به باشگاه فوتبال مایدستون یونایتد و باشگاه فوتبال پورتسموث اشاره کرد.